# La Bureba
La Bureba  è una  comarca della Spagna della provincia di Burgos nella comunità autonoma di Castiglia e León.
È situata al Nord-Est della provincia, il suo territorio incastonato tra colline e monti, è caratterizzato da numerosi torrenti che tramite i fiumi Homino, Oca e Tirón confluiscono nell'Ebro. È stata sempre considerata la porta d'accesso di chi proveniente dal Nord-Est della Spagna o dell'Europa vuole raggiungere la meseta castigliana.
Storicamente considerata come l'anima stessa della Castiglia, come la definì Azorín, è citata dagli storici romani Plinio il vecchio e Pomponio Mela come territorio degli antichi Autrigoni che avevano la loro capitale in Virovesca la odierna Briviesca.

## Comuni
La comarca si compone di 44 comuni:
- Abajas
- Aguas Cándidas
- Aguilar de Bureba
- Alcocero de Mola
- Bañuelos de Bureba
- Los Barrios de Bureba
- Berzosa de Bureba
- Briviesca
- Busto de Bureba
- Cantabrana
- Carcedo de Bureba
- Carrias
- Cascajares de Bureba
- Castil de Peones
- Cubo de Bureba
- Fuentebureba
- Galbarros
- Grisaleña
- Llano de Bureba
- Miraveche
- Monasterio de Rodilla
- Navas de Bureba
- Oña
- Padrones de Bureba
- Piérnigas
- Poza de la Sal
- Prádanos de Bureba
- Quintanabureba
- Quintanaélez
- Quintanavides
- Quintanilla San García
- Reinoso
- Rojas
- Rublacedo de Abajo
- Rucandio
- Salas de Bureba
- Salinillas de Bureba
- Santa María Rivarredonda
- Santa Olalla de Bureba
- Vallarta de Bureba
- La Vid de Bureba
- Vileña
- Villanueva de Teba
- Zuñeda